# Pièce commémorative de 1 dollar américain du Mémorial des vétérans du Vietnam
La pièce commémorative de 1 dollar américain du Mémorial des vétérans du Viêt Nam est une pièce commémorative non circulante émise par la Monnaie des États-Unis en 1994 et frappée par les Monnaies de Philadelphie et de West Point.
Cette pièce d'un dollar est autorisée par la loi 103-186 du 14 décembre 1993, qui prévoit l'émission d'une pièce rendant hommage aux vétérans de la guerre du Viêt Nam, à l'occasion du dixième anniversaire du Monument aux Vétérans du Viêt Nam à Washington.
Cette pièce fait partie d'un programme d'émissions pour l'année 1994 consacré aux vétérans de guerre, qui comprend également le dollar en argent de la femme dans le service militaire des États-Unis et le dollar en argent des prisonniers de guerre américains.

## Contexte
Le Mémorial des vétérans du Viêt Nam, communément appelé le Mémorial du Viêt Nam, est un mémorial national américain situé à Washington, D.C., rendant hommage aux membres des forces armées américaines ayant servi lors de la guerre du Viêt Nam. Le site est dominé par deux murs en granit noir gravés des noms des membres des forces armées décédés ou portés disparus en raison de leur service au Viêt Nam et en Asie du Sud-Est pendant la guerre. Le Mur, achevé en 1982, est depuis complété par la statue des Trois Soldats en 1984 et le Mémorial des Femmes du Viêt Nam en 1993.
Le mémorial se trouve dans les jardins de la Constitution, à côté du National Mall et juste au nord-est du Lincoln Memorial. Il est entretenu par le National Park Service et reçoit environ trois millions de visiteurs chaque année. Le Mur commémoratif est conçu par l'architecte américaine Maya Lin.

## Législation
La Loi sur la Monnaie Commémorative des Vétérans des États-Unis de 1993 (Pub.L. 103–186) autorise la production d'un dollar en argent commémoratif afin de rendre hommage aux vétérans de la guerre du Viêt Nam et au Mémorial de la guerre du Viêt Nam à Washington, D.C. La loi permet que les pièces soient frappées dans les finitions tant en version belle épreuve que brillant universel. Elle est émise pour la première fois le 29 juillet 1994, à l'occasion du 10e anniversaire du mémorial.

## Dessin

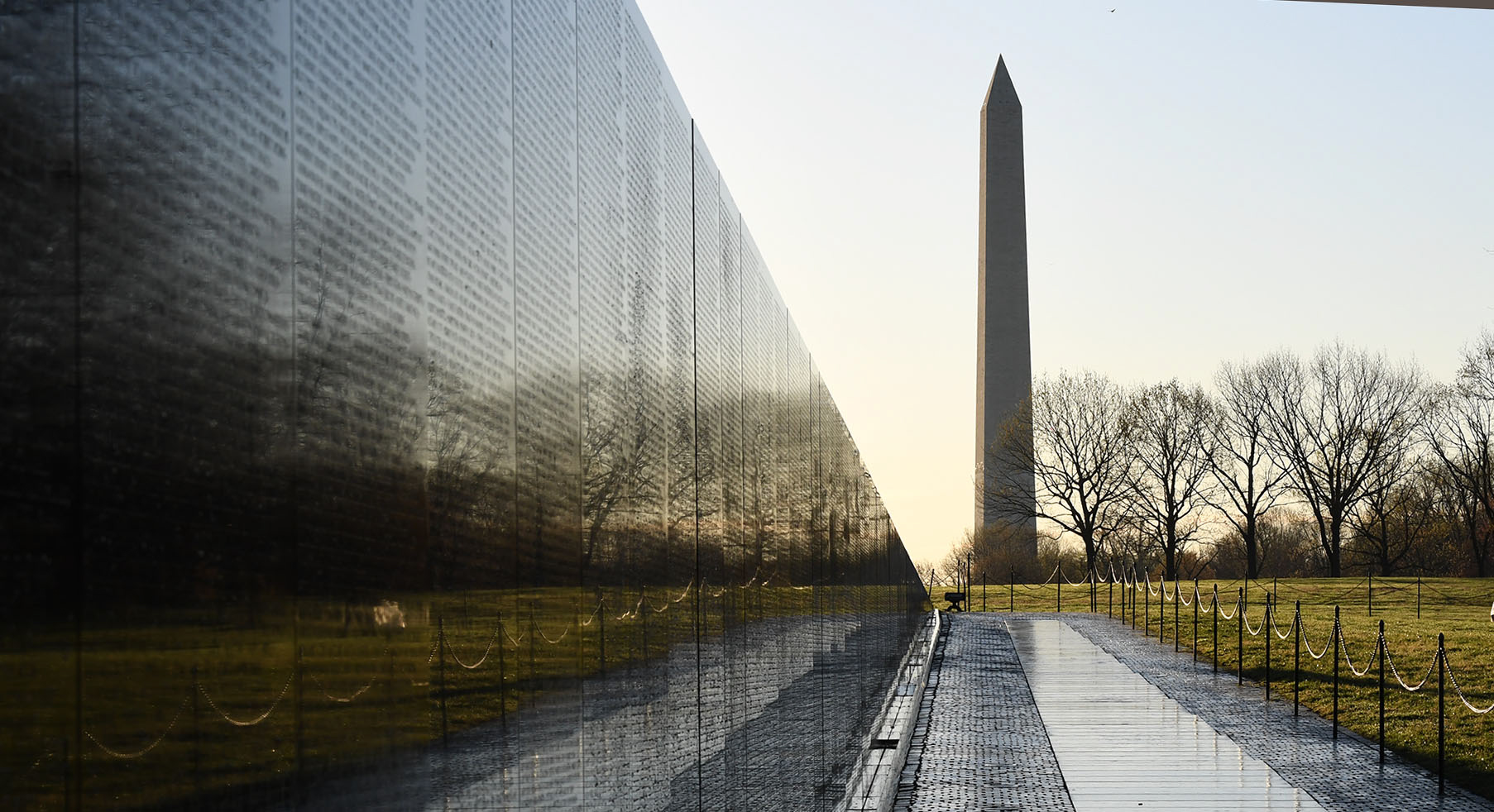
Le monument aux vétérans du Vietnam à Washington, dans une perspective similaire à celle de la pièce commémorative.

Sur l'avers de la pièce, conçu par le graveur de la Monnaie américaine John Mercanti, une main touchant un nom sur le panneau 03E du mur du Monument aux Vétérans du Viêt Nam est reproduite, où les noms des tombés au combat dans cette guerre sont inscrits, et en arrière-plan, on distingue le Monument de Washington. La légende faisant référence au motif commémoré est VIETNAM VETERANS MEMORIAL,.
Quant au revers, conçu par Thomas D. Rogers, il représente trois médailles de service de la guerre du Viêt Nam, de gauche à droite : la médaille expéditionnaire des Forces Armées, la médaille de service au Viêt Nam et la médaille de la Campagne du Viêt Nam,.

## Production et vente
La loi qui autorise l'émission de ces pièces commémoratives prévoit une frappe maximale de 500 000 exemplaires. Elles sont produites à la Monnaie de West Point, où les pièces brillant universel sont frappées, et à la Monnaie de Philadelphie, qui frappe les pièces avec une finition belle épreuve, et elles sont mises à la disposition du public à partir du 29 juillet 1994,.
Sa production s'élève à 57 290 pièces dans sa condition brillant universel et à 227 671 en version belle épreuve, ce qui totalise 284 961 exemplaires, un peu plus de la moitié de l'émission totale autorisée.
La pièce est commercialisée au prix de 32 dollars en condition brillant universel et de 35 dollars en version belle épreuve, et les bénéfices obtenus de sa vente sont destinés au Fonds pour l'entretien du Monument des Vétérans du Vietnam.

### Référence
(gl)/(en) Cet article est partiellement ou en totalité issu de la page de Wikipédia en galicien intitulée « Dólar de prata conmemorativo do monumento aos veteranos de Vietnam » (voir la liste des auteurs) et de la page de Wikipédia en anglais intitulée « Vietnam Veterans Memorial silver dollar » (voir la liste des auteurs).
1. 1 2  (en) « Vietnam Veterans Memorial | Facts, Designer, & Controversy | Britannica », sur Encyclopædia Britannica, 13 novembre 2023 (consulté le 7 décembre 2023)
2. ↑  (en-US) « The Vietnam Veterans Memorial in photos », sur USA TODAY (consulté le 7 décembre 2023)
3. ↑  (en) Philip Kennicott, « Maya Lin's Vietnam War's memorial blazed a path in 1982, but no one followed », The Washington Post,‎ 16 novembre 2022 (lire en ligne)
4. ↑  (en) Robin Wagner-Pacifici et Barry Schwartz, « The Vietnam Veterans Memorial: Commemorating a Difficult Past », American Journal of Sociology, vol. 97, no 2,‎ 1991, p. 376–420 (ISSN 0002-9602, lire en ligne, consulté le 7 décembre 2023)
5. ↑  (en) Ruth Tam, « Vietnam Women's Memorial celebrates 20 years on the Mall », The Washington Post,‎ 8 novembre 2013 (lire en ligne)
6. ↑  « Visite du mémorial des anciens combattants du Vietnam à Washington, DC | Washington DC », sur washington.org (consulté le 7 décembre 2023)
7. ↑  (en) David D'Arcy, « How the Vietnam Veterans Memorial went from an art battleground to a solemn destination », sur The Art Newspaper - International art news and events, 13 novembre 2017 (consulté le 7 décembre 2023)
8. ↑  (en) Marylou Tousignant, « Vietnam Veterans Memorial, once criticized, gained respect in 40 years », The Washington Post,‎ 8 novembre 2022 (lire en ligne)
9. 1 2  (en) « Text of H.R. 3616 (103rd): To require the Secretary of the Treasury to mint coins in commemoration of … (Passed Congress version) », sur GovTrack.us (consulté le 7 décembre 2023)
10. 1 2 3 4 5  (en-US) « Commemorative | Vietnam Veterans | U.S. Mint », sur United States Mint (consulté le 7 décembre 2023)
11. 1 2 3 4  (en-US) Phaedon Hain-Kararakis, « Historical Coin Sales Figures: 1994 Veterans Program | U.S. Mint », sur United States Mint, 20 juin 2016 (consulté le 7 décembre 2023)
12. ↑  (en) « 1 Dollar, Vietnam Veterans Memorial », sur en.numista.com (consulté le 7 décembre 2023)